# Neoplasia de glândula salivar
A neoplasia de glândula salivar é um tipo de câncer que se forma nos tecidos de uma das glândulas salivares, as quais são classificadas em "maior" e "menor". As glândulas salivares maiores compreendem as parótidas, a submandibular e as sublinguais. As glândulas salivares menores são glândulas secretoras de muco encontradas no palato e nas cavidades nasal e oral. O câncer de glândula salivar é raro, representando 2% dos tumores de cabeça e pescoço, sendo que a maior parte acomete as parótidas.

## Classificação

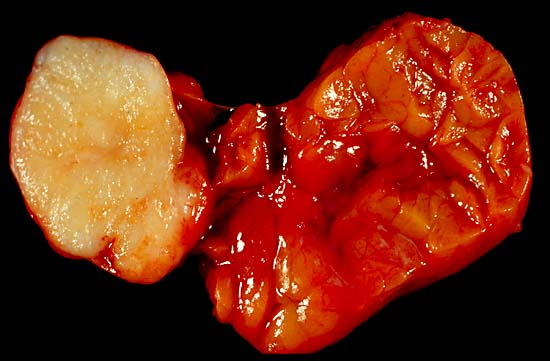
Tumor benigno de glândula submandibular, também conhecido como adenoma pleomórfico, apresentado como uma massa indolor no pescoço em um homem de 40 anos. À esquerda da imagem está o tumor, com sua característica superfície cartilaginosa cortada. À direita está a glândula salivar submandibular com lobos normais

As neoplasias de glândula salivar são classificadas pela Organização Mundial de Saúde como primárias ou secundárias, benignas ou malignas e pelo seu tecido de origem. Esse sistema define cinco categorias gerais de neoplasias de glândula salivar:
- Tumores epiteliais malignos, como:
  - Carcinoma adenoide cístico;
  - Carcinoma ex-adenoma pleomórfico;
  - Carcinoma mucoepidermoide;
  - Carcinoma mioepitelial;
  - Carcinoma de células claras hialinizante, dentre outros;
- Tumores epiteliais benignos: são primariamente representados pelos adenomas, que podem ser divididos em pleomórficos (tumores mistos, com um componente ductal e um mioepitelial) ou monomórficos (com apenas um componente celular)
  - Adenoma pleomórfico;
  - Adenomas monomórficos, como:
    - Adenoma canalicular;
    - Mioepitelioma;
    - Oncocitoma;
    - Tumor de Warthin, dentre outros;

  - Queratocistoma;
- Tumores mesenquimais de tecidos moles específicos das glândulas salivares, como sialolipoma.

Outros tumores, que podem afetar outras partes do corpo e que não possuem origem nas células das glândulas salivares, mas que podem afetá-las, incluem:
- Tumores de tecidos moles, como hemangioma;
- Tumores hematolinfoides, como linfoma MALT;
- Tumores secundários (metástases).